# Patrick Hughes (tennis)
Pour les articles homonymes, voir Patrick Hughes.
George Patrick Hughes, surnommé Pat Hughes, né le 21 décembre 1902 à Sutton Coldfield et mort le 8 mai 1997 à Walton-on-Thames, est un joueur de tennis britannique.
Il a remporté trois titres du Grand Chelem dans l'épreuve de double messieurs : à Roland-Garros avec Fred Perry en 1933, à l'Open d'Australie avec Fred Perry en 1934 et à Wimbledon avec Raymond Tuckey en 1936. Il est le dernier vainqueur britannique du double à Wimbledon. Entre 1929 et 1936, il est membre de l'équipe britannique de Coupe Davis, qu'il gagne à quatre reprises de 1933 à 1936.
Il est le seul joueur britannique à avoir remporté les Internationaux d'Italie (1931). Il s'est adjugé la même année les épreuves de double (tout comme en 1932) et de double mixte.

## Palmarès

### Titre en simple messieurs
| No | Date | Nom et lieu du tournoi        | Catégorie | Surface      | Finaliste    | Score         |  |
| -- | ---- | ----------------------------- | --------- | ------------ | ------------ | ------------- |  |
| 1  | 1931 | Internationaux d'Italie, Rome |           | Terre (ext.) | Henri Cochet | 6-4, 6-3, 6-2 |  |

### Finales en simple messieurs
| No | Date | Nom et lieu du tournoi          | Catégorie | Surface      | Vainqueur         | Score              |  |
| -- | ---- | ------------------------------- | --------- | ------------ | ----------------- | ------------------ |  |
| 1  | 1931 | British Hard Court, Bournemouth |           | Terre (ext.) | Christian Boussus | 8-6, 6-4, 4-6, 6-2 |  |
| 2  | 1932 | Internationaux d'Italie, Rome   |           | Terre (ext.) | André Merlin      | 6-1, 5-7, 6-0, 8-6 |  |

### Titres en double messieurs
| No | Date       | Nom et lieu du tournoi          | Catégorie | Surface      | Partenaire         | Finalistes                    | Score                   |          |
| -- | ---------- | ------------------------------- | --------- | ------------ | ------------------ | ----------------------------- | ----------------------- | -------- |
| 1  | 1931       | Internationaux d'Italie Rome    |           | Terre (ext.) | Alberto Del Bono   | Henri Cochet André Merlin     | 3-6, 8-6, 4-6, 6-4, 6-3 |          |
| 2  | 1932       | Internationaux d'Italie Rome    |           | Terre (ext.) | Giorgio De Stefani | Jacques J. Bonte André Merlin | 6-2, 6-2, 6-4           |          |
| 3  | 22-05-1933 | Internationaux de France Paris  | G. Chelem | Terre (ext.) | Fred Perry         | Adrian Quist Vivian McGrath   | 6-2, 6-4, 2-6, 7-5      | Parcours |
| 4  | 18-01-1934 | Australian Championships Sydney | G. Chelem | Gazon (ext.) | Fred Perry         | Adrian Quist Donald Turnbull  | 6-8, 6-3, 6-4, 3-6, 6-3 | Parcours |
| 5  | 22-06-1936 | The Championships Wimbledon     | G. Chelem | Gazon (ext.) | Raymond Tuckey     | Charles Hare Frank Wilde      | 6-4, 3-6, 7-9, 6-1, 6-4 | Parcours |

### Finales en double messieurs
| No | Date       | Nom et lieu du tournoi                               | Catégorie | Surface      | Vainqueurs                         | Partenaire         | Score                   |          |
| -- | ---------- | ---------------------------------------------------- | --------- | ------------ | ---------------------------------- | ------------------ | ----------------------- | -------- |
| 1  | 1931       | Tournoi de tennis de la côte Pacifique San Francisco |           | NC           | Lester Stoefen Sidney Wood         | Fred Perry         | 6-4, 6-4, 6-3           |          |
| 2  | 20-06-1932 | The Championships Wimbledon                          | G. Chelem | Gazon (ext.) | Jean Borotra Jacques Brugnon       | Fred Perry         | 6-0, 4-6, 3-6, 7-5, 7-5 | Parcours |
| 3  | 1934       | Internationaux d'Italie Rome                         |           | Terre (ext.) | Giovanni Palmieri George Lyttleton | Giorgio De Stefani | 3-6, 6-4, 9-7, 0-6, 6-2 |          |
| 4  | 05-01-1935 | Australian Championships Melbourne                   | G. Chelem | Gazon (ext.) | Jack Crawford Vivian McGrath       | Fred Perry         | 6-4, 8-6, 6-2           | Parcours |
| 5  | 19-05-1936 | Internationaux de France Paris                       | G. Chelem | Terre (ext.) | Jean Borotra Marcel Bernard        | Raymond Tuckey     | 6-2, 3-6, 9-7, 6-1      | Parcours |
| 6  | 21-06-1937 | The Championships Wimbledon                          | G. Chelem | Gazon (ext.) | Donald Budge Gene Mako             | Raymond Tuckey     | 6-0, 6-4, 6-8, 6-1      | Parcours |

### Titre en double mixte
| No | Date | Nom et lieu du tournoi       | Catégorie | Surface      | Partenaire    | Finalistes                      | Score    |  |
| -- | ---- | ---------------------------- | --------- | ------------ | ------------- | ------------------------------- | -------- |  |
| 1  | 1931 | Internationaux d'Italie Rome |           | Terre (ext.) | Lucia Valerio | Dorothy Andrus Alberto Del Bono | 6-0, 6-1 |  |

### Finales en double mixte
| No | Date       | Nom et lieu du tournoi       | Catégorie | Surface      | Vainqueurs                        | Partenaire     | Score         |  |
| -- | ---------- | ---------------------------- | --------- | ------------ | --------------------------------- | -------------- | ------------- |  |
| 1  | 1930       | Internationaux d'Italie Rome |           | Terre (ext.) | Lilí Álvarez Umberto de Morpurgo  | Lucia Valerio  | 4-6, 6-4, 6-2 |  |
| 2  | 15-04-1935 | Internationaux d'Italie Rome |           | Terre (ext.) | Jadwiga Jędrzejowska Harry Hopman | Evelyn Dearman | 6-3, 1-6, 6-3 |  |